# Ґрензув
Ґрензув (пол. Gręzów) — село в Польщі, у гміні Котунь Седлецького повіту Мазовецького воєводства.
Населення — 532 особи (2011).
У 1975-1998 роках село належало до Седлецького воєводства.

## Демографія
Демографічна структура станом на 31 березня 2011 року:
|          | Загалом | Допрацездатний вік | Працездатний вік | Постпрацездатний вік |
| -------- | ------- | ------------------ | ---------------- | -------------------- |
| Чоловіки | 276     | 65                 | 174              | 37                   |
| Жінки    | 256     | 57                 | 140              | 59                   |
| Разом    | 532     | 122                | 314              | 96                   |